# Biskops-Arnö

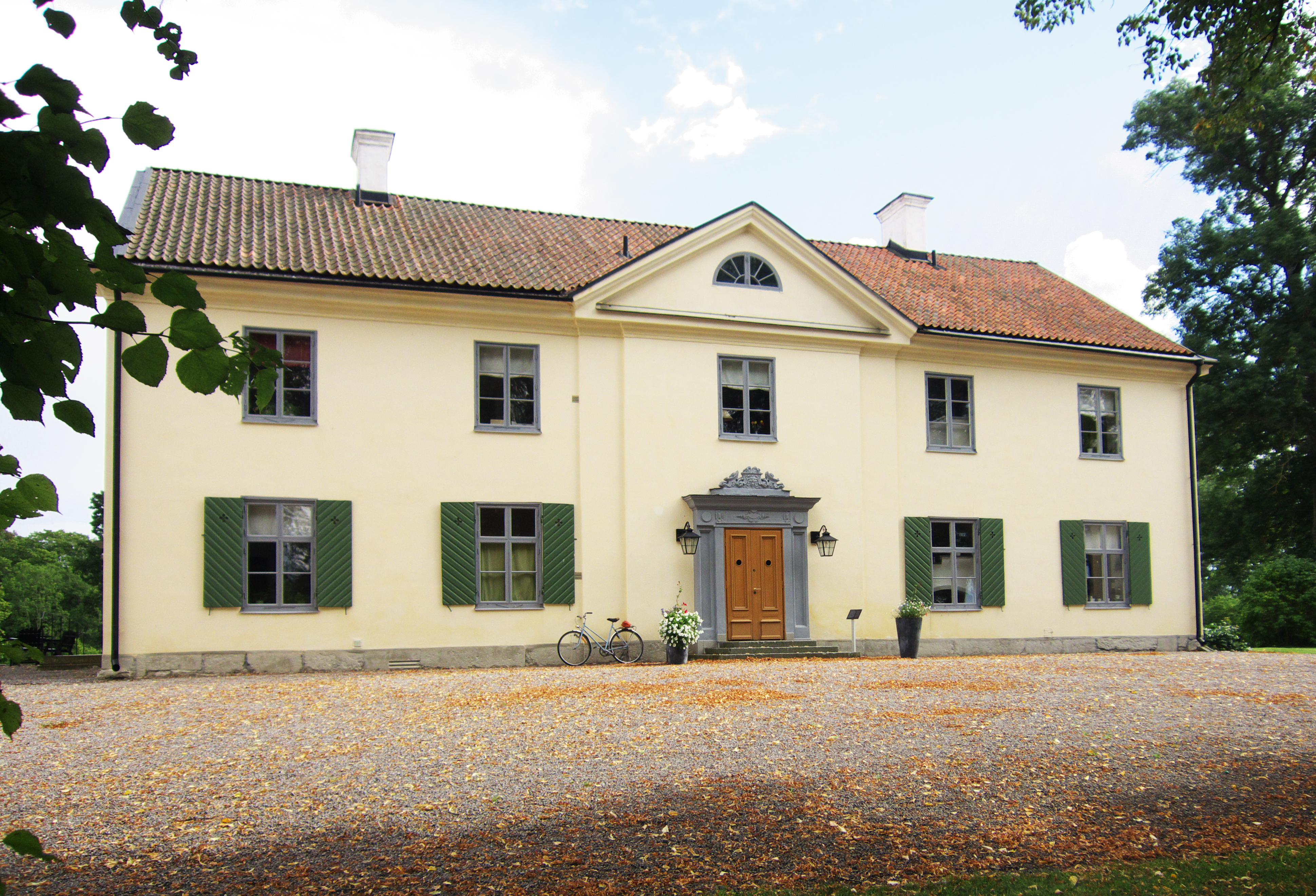
Huvudbyggnaden på Biskops-Arnö.

Biskops-Arnö är en herrgård på ön Arnö i Mälaren. Herrgården är idag säte för Nordens Folkhögskola Biskops-Arnö. Det längre namnet används ibland för ön, för att särskilja den från den ävenså i Mälaren belägna ön Bond-Arnö. 

## Historia
Biskops Arnö omnämns för första gången under andra hälften av 1200-talet som Arnö. Egendomen har i slutet av 1200-talet förvärvats av kyrkan genom dess ärkebiskop i Uppsala. Den första ärkebiskopen, som nämns i anslutning till (Biskops-)Arnö heter Magnus Bosson. Han undertecknar år 1288 på Arnö ett indulgensbrev, det vill säga ett brev som beviljar avlat för dem som donerar medel till dominikanernas kloster i Sigtuna. Den första innehavaren man känner till är dock Birger jarls frilloson Gregers Birgersson, vars söner Karl, Knut och Magnus har avyttrat Arnö till kyrkan efter faderns död år 1276. Detta framgår av flera bevarade handlingar från 1290-talet, då bland annat ärkebiskop Nils Allesson får köpet av ön lagfaret på tinget i Hjälsta. Under ärkebiskop Olov Björnsson, ofta kallad den vise, byggs en borg, av vilken delar finns kvar än idag. Detaljer tycks ha hämtats från det samtidigt pågående domkyrkobygget i Uppsala. Den försågs med en ovanligt stor källarförsedd sakristia. Det rum som är bäst känt idag torde vara den så kallade gotiska salen, vilken alltid är tillgänglig för besökare. 
Borgen kom inte att tjäna som befästning, även om avsikten ursprungligen kan ha varit att försvara vattenleden in mot Uppsala. De två andra vattenvägarna till Uppsala säkrades av kyrkan. Vid Åkersberga fanns Långhundraledens mynning och där uppfördes sannolikt på 1200-talet en försvarsborg, numera ofta benämnd Biskopstuna eller Tunaborgen. Den tredje ännu idag farbara leden gick förbi Almare-Stäket, som kyrkan ärkebiskop Nils Ragvaldsson förvärvade på 1440-talet åt kyrkan och lät återuppföra en borg där, Almarestäkets borg. Under medeltiden kom Arnö i stället att bli sommarresidens för ärkebiskoparna. Den förste som tycks ha bott där även på vintern är Hemming Nilsson, ärkebiskop från 1341 till sin död på Arnö i maj 1351. Här bodde han under det att pesten härjade i Uppsala och här tog han emot en ambassad från påven. Den siste ärkebiskopen på Arnö blev Jakob Ulvsson. Under hans långa tid som ärkebiskop var Arnö ofta mötesplats för politikens stora aktörer. Han valde att bosätta sig på Arnö, när han avgått från sitt ämbete år 1515. Dock brändes borgen vårvintern 1520 och Jakob Ulvsson togs tillfånga för att sedan sluta sina dagar i kartusianerklostret i Mariefred. 

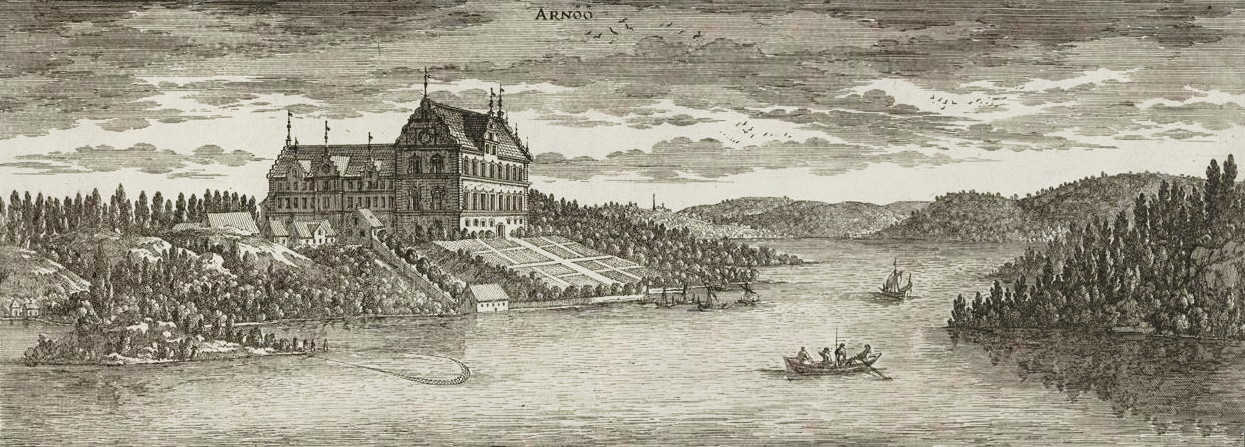
Biskops-Arnöö i Suecia antiqua et hodierna, volym 1, kopparstick av Adam Perelle, 1670-1674.

Vid reformationen drogs ön in till kronan. Under 1530-talet bodde Gustav Vasa ofta på Arnö, och efter honom sonen Johan III och hans syster prinsessan Sofia, som fått Arnö och Ekolsund i förläning av Karl IX. Ekolsunds slott var bostad för Sofia Vasa mellan 1568 och 1611. Efter henne förlänades egendomen Arnö först till Joachim Berndes, sedan till riksrådet Philip von Scheiding. Denne bytte egendom med fältmarskalken Jakob De la Gardie år 1642. Jakob De la Gardies hustru Ebba Brahe kom sedan att inreda en våning med stor prakt på Arnö. Hennes son Axel Julius De la Gardie tog gården i arv och planerade här att bygga en slottsanläggning likt det närbelägna Stenbockska Sjöö. Enligt en obekräftad uppgift skall hovarkitekten Nicodemus Tessin d.ä. ha överlåtit uppdraget på sin styvson Abraham Winandts, senare adlad Svanskiöld.  
År 1684 återtog kronan egendomen vid reduktionen. Från 1686 blev Arnö boställe för överstarna vid Livregementet till häst. Fortifikationsingenjören, tillika arkitekten Mathias Spihler ritade nu en ny herrgårdsbyggnad i trä för generalen Spens enligt en synehandling i Krigsarkivet. Efter en svår storm år 1727 blev man tvungen att riva borgen utom de delar som kunde användas som lagerlokaler. Dessa medeltida källarvalv finns kvar än idag. 1731 var den nya huvudbyggnaden på samma plats färdig. Arnö kom därefter att vara ett översteboställe, enligt Krigskollegiums beslut 1729. Vid regementets omorganisation 1781 kom Arnö så småningom att bli översteboställe för den som var ställföreträdande chef (sekundchef) vid Livregementets dragonkår. År 1876 upphörde Arnö att vara boställe. Därefter arrenderade statsverket ut egendomen.

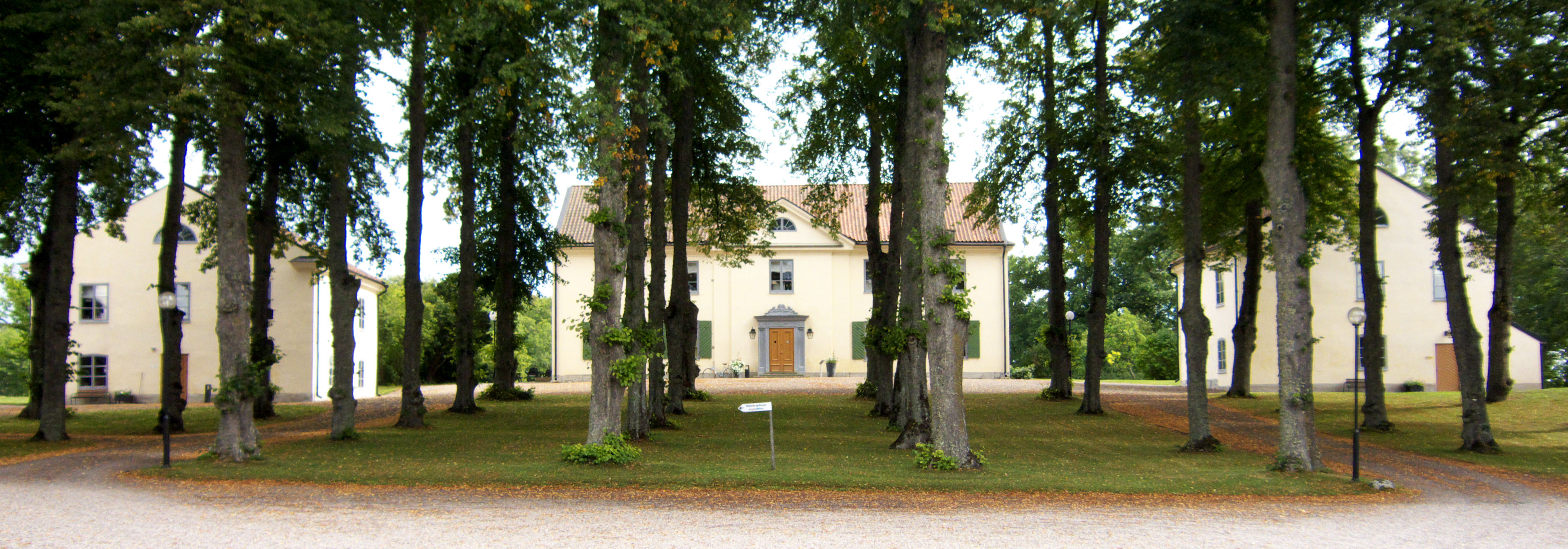
Biskops-Arnö gård med flygelbyggnad i augusti 2011.

## Nutid
Biskops-Arnö disponeras sedan år 1956 av Föreningen Norden. År 1958 startade Föreningen Norden i formen av en stiftelse sin folkhögskola med namnet "Nordens Folkhögskola Biskops-Arnö". Skolan bedriver kortare och längre kurser inom bl a dokumentärfilm, bildjournalistik, historia, naturmedicin, ekologi och biståndsarbete samt kvalificerande skrivarkurser, inom vilka blivande författare utbildas inom lyrik, prosa eller dramatik. En filial till Nordens folkhögskola är förlagd till Chile.
Herrgården är idag ett byggnadsminne. Biskops-Arnö ägs av svenska staten genom Statens Fastighetsverk. 